# کالین (خواننده)
کالین (به انگلیسی: Kaleen) با نام کامل ماری-سوفی کرایسل (به انگلیسی: Marie-Sophie Kreissl) (زاده ۱۲ نوامبر ۱۹۹۴) خواننده، رقصنده اتریشی است.
او نماینده اتریش در یوروویژن ۲۰۲۴ بود.